# Alhóndiga (Guadalajara)
Alhóndiga es un municipio y localidad española de la provincia de Guadalajara, en la comunidad autónoma de Castilla-La Mancha. El término municipal tiene una población de 176 habitantes (INE 2024).

## Geografía
Integrado en la comarca de La Alcarria, se sitúa a 41 km de la capital provincial. El término municipal está atravesado por la carretera nacional N-320 (desdoblada en el municipio en la N-320a), y por la carretera autonómica CM-2007, que conecta con Valdeconcha. El relieve del municipio está formado por el valle del río Arlés, afluente del Tajo, el barranco del Chorro, y las zonas más elevadas que los rodean, típicamente alcarreñas. La altitud oscila entre los 995 m, en los extremos norte y sur, y los 770 m a orillas del río Arlés. El pueblo se encuentra a 815 m sobre el nivel del mar.
Limita con los siguientes municipios: Berninches, Fuentelencina y Auñón.

## Historia

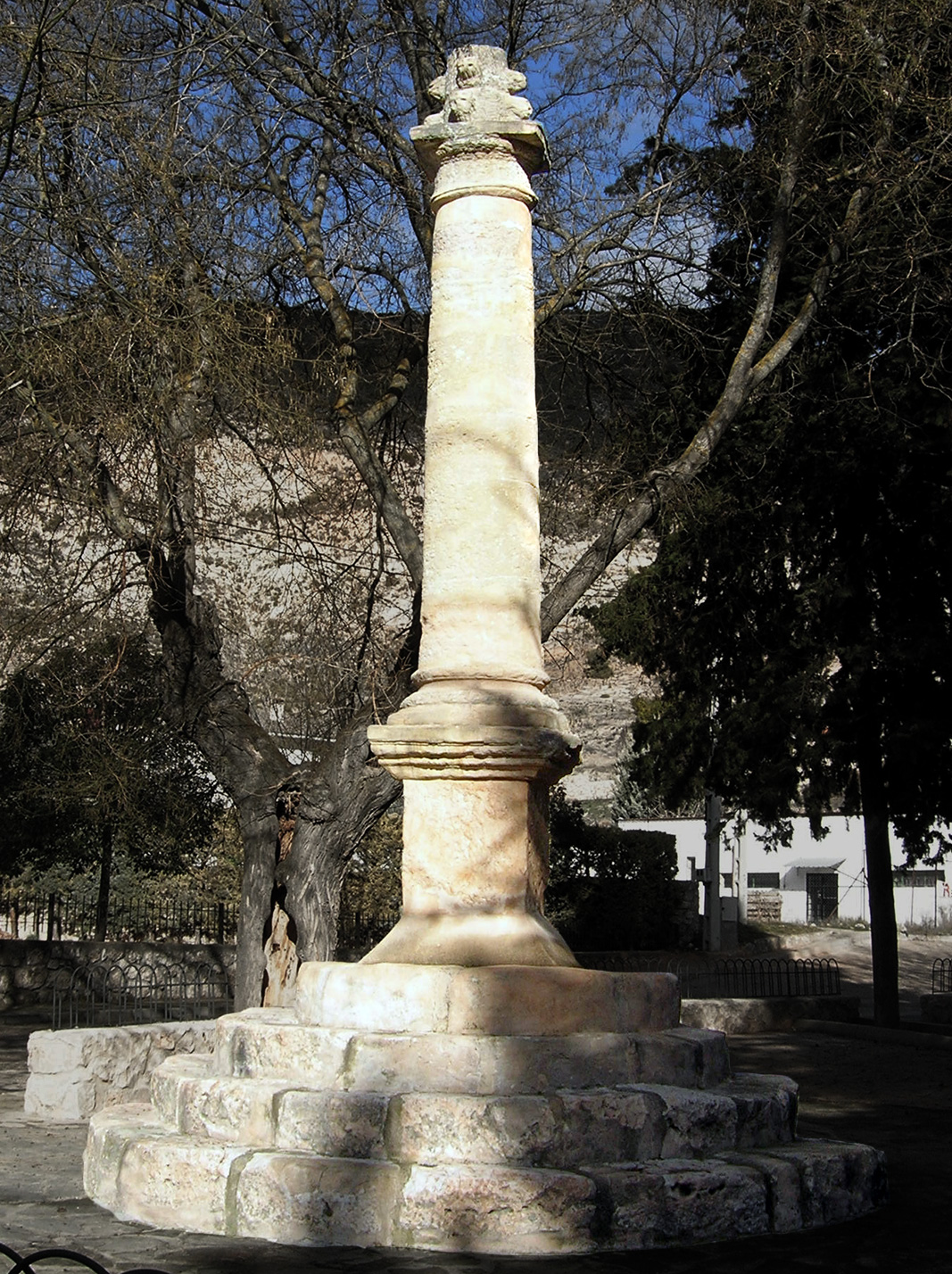
Picota del

En la carta puebla de Alhóndiga, esta se nombra como Alfondega y Alfondegam, nombre que puede provenir de la voz árabe “al-fundaq”, cuya traducción sería 'hospedería', 'albergue' o 'posada'. Bien pudiera ser este el origen del pueblo, al reunirse la población alrededor de una posada en el camino que va de Guadalajara a Cuenca, y que tiene como único paso del río Tajo, un puente que se encuentra a poco más de 6 km.
El texto de su fuero, fechado en 1170 se documenta que un prior de la orden del Hospital llamado Juan (“frater iohanes”), pobló Alhóndiga y concedió a sus habitantes dicho ordenamiento. Además en él también se encuentra una cláusula especialmente dirigida a atraer más hombres: “quien viniera a establecerse en Alhóndiga no pagaría tributo al señor ni al concejo durante un año". 

### Carta Puebla
El comienzo la Carta Puebla reza así:  
"En el nombre de la santa e indivisa Trinidad, Padre e Hijo y el Espíritu Santo, amén. Que sea sabido por todos. Que nuestro hermano Raymbaldus comendador para España de la Orden del Hospital de Jerusalén, con el consejo y con el consentimiento de nuestros hermanos de la totalidad de la Orden General. Nosotros, concedemos y confirmamos los privilegios de población de Alfondega presentes y futuros, en la forma de la carta que el hermano prior Juan, nos entregó cuando se pobló  Alfondegam."

.......

"Hecha la carta en el mes de abril reinando el rey Alfonso en Castilla y en Toledo, en la era del señor MCCVIII" (La era MCCVIII corresponde con el año 1170)

### Relación topográfica de Felipe II
Felipe II, con la finalidad de obtener información detallada de todos los pueblos y villas bajo su mandato, ordenó elaborar un cuestionario que debía ser contestado en todos los concejos. Con este objetivo, en 1575, envía a los corregidores y gobernadores del reino un cuestionario con 59 preguntas, junto con unas instrucciones de obligado cumplimiento. En éstas, se ordenaba su distribución a todos los lugares de su jurisdicción, dónde debían nombrar a "dos personas inteligentes y curiosas", vecinos del pueblo, quienes serían los encargados de hacer "relación de ellos, lo más cumplida y cierta que se pueda". La falta de respuesta y la remisión de cuestionarios incompletos obligaron al Rey a enviar, tres años después, un segundo interrogatorio, esta vez de 45 preguntas, y una nueva instrucción en la que se eximía de declaración a las localidades que hubieran contestado con anterioridad. Algún extracto del cuestionario sobre Alhóndiga, dice así: 
"En la Villa de Alhóndiga dentro de las Casas del Ayuntamiento de la dicha Villa, en veinte y ocho días del mes de noviembre de mil é quinientos é ochenta años, este día por ante mí Julián Martínez, Escribano del Concejo é Ayuntamiento de la dicha villa, los muy magníficos señores Alonso López de Pedro López, é Pedro Bueno, Alcaldes ordinarios en la dicha Villa, Esteban Martínez e Pedro García de Bartholomé García, Regidores, dixeron: que para en cumplimiento del mandamiento que del muy Iltre. Señor el Lic.do Francisco Villegas, Corregidor en la Cibdad de Guadalajara, les está notificado para hacer la averiguacion de la Instrucción é Historia quel dicho Sr. Corregidor por Comisión de su Magestad manda hacer en la dicha Villa ..."

Las respuestas a algunas de las preguntas fueron las siguientes:

1. Que esta dicha Villa se llama Alhóndiga ignorando por qué se la llamó así, que es pueblo muy antiguo, y nada más saben.

3. A este dixeron: que este pueblo es muy antiguo de más de doscientos años, fundado por serles notorio, por las escrituras y privilegios antiguos que tiene, y que no se sabe quién fue el fundador dél ni cuándo se ganó de los Moros.

5. A este dixeron: que esta dicha Villa cae en tierra de Alcarria, y es Reino de Toledo.

9. A este dixeron: que en grado de apelacion, esta Villa y vecinos van á la Chancilleria de Valladolid, que dista de esta Villa treinta y ocho leguas. (según esto una legua puede calcularse entre 7 y 8 kilómetros aproximadamente) 

10. A este dixeron: que esta villa tiene, como antes se ha dicho, juirisdiccion por sí, y que en la villa de Peñalber, questá una legua desta villa, tiene el señor y señores de ella su alcalde mayor para oír en segunda instancia.

17. A este dixeron: que esta Villa está en tierra áspera de Cerros y Valles hondos, tierra templada y no es demasiado fría ni caliente, y tiene montes de pequeñas frutas, de tomillares y espligares.

18. A este dixeron: que no es abundante de leña ni tiene muchos montes, y la leña adonde se provee es de los olivares y viñas que las mondan porque de las demás leñas ay mui pocas, siendo también muy poca la Caza que hay, y son perdices, Conejos, no habiendo otras Cazas.

20. A este dixeron: que junto á esta Villa pasa un río pequeño y que tiene por nombre antiguo Arlos, y tiene una ribera angosta, y en ella hay arboledas de sazes, olmos y nogueras, huertas de legumbres, y poca fruta, y la que hay es Manzana, membrillo y peras, y este río como dicho es, tiene unas fuentes pequeñas como es el dicho río, y que á legua y media de este pueblo hay un río caudaloso que llaman Tajo, a la salida del Sol y tiene sus puentes de arcos principales y varcas, y no tiene riberas de aprovechamientos, si que va con tierra áspera por esta tierra.

28. A este dixeron: que esta villa está en un cerro redondo y pequeño, y en lo último del dicho cerro está la iglesia a modo de Castillo con sus cercas, y tiene tres calles pequeñas, que suben y embocan en dicho cerro que está la Yglesia y el dicho pueblo.

38. A este dixeron: que la Yglesia de esta Villa es perroquial, y su vocación el nombre de Señor San Juan Bautista, y que no ay más perroquias ni dignidades.

### Siglo XIX
Hacia mediados del siglo XIX, el lugar tenía contabilizada una población de 773 habitantes. La localidad aparece descrita en el segundo volumen del Diccionario geográfico-estadístico-histórico de España y sus posesiones de Ultramar de Pascual Madoz de la siguiente manera:

ALONDIGA ó ALHONDIGA: v. con avunt. de la prov. y adm. de rent. de Guadalajara (6 1/2 leg.), part. jud. de Sacedon (2 1/2), aud. terr. y c. g. de Madrid (15), dióc. de Toledo (22): sit. sobre una pequeña elevacion rodeada de otros cerros mas altos llamados de la Dehesilla que ocupa el lado N.; del Viso el del E.; la Cuesta, el del S.; y de la Fuente el del O., reinando con mas frecuencia el viento de este último lado, y goza de clima templado, benigno y saludable. Tiene 218 casas, bajas, estrechas y de mala construccion, que forman 30 calles y callejuelas de mal piso, mal alineadas y poco limpias, y una plaza cuadrada en medio de la pobl., en la cual existe la casa municipal, la cárcel y el pósito: hay escuela de instruccion primaria elemental dotada en 2,200 rs. del fondo de propios, y asisten á ella 50 niños; un hospital para pobres transeuntes, pero de tan escasos recursos, que apenas se puede proporcionar á los indigentes otro consuelo que el abrigo de la intemperie; 2 posadas, é igl. parr., que está sin concluir, en medio del pueblo, servida por 4 sacerdotes: en las afueras y en lo alto de un cerro bien ventilado donde se hallaba antes la igl. destruida, está el cementerio, que no perjudica á la salud pública. Confina el térm. por N. con el de Berninches; E. Fuentelaencina; S. el Coto de Collado y térm. de Auñon; y O. con el desp. y monte de Anguix: se estiende 1/4 leg. por los tres primeros puntos, 1/2 por el último, y comprende 4,000 fan, de las que se cultivan la mitad, todas de mala calidad: hay algunas viñas y olivares, cáñamos y legumbres, que se riegan con las aguas de un arroyo que baja por la parte de Berninches, el cual pone ademas en movimiento un molino harinero; hay otro arroyo de agua dulce que atraviesa la carretera de Madrid, á los baños de Sacedon, del cual se surten los vec. para sus usos, y ademas una fuente de agua salobre. El terreno es flojo, con muchos cerros y cuestas: los caminos de herradura, escepto la referida carretera que cruza por medio del pueblo: el correo se recibe de Pastrana por conducto de un balijero: prod.: cebada, centeno, avena, vino, aceite, garbanzos y otras legumbres: se mantiene muy poco ganado lanar, cabrio y de cerda, 600 colmenas, 70 yuntas de mulas, 10 de bueyes y 30 de asnos. pobl.: 204 vec. 773 alm. cap. prod.: 2.455,460 rs.: imp.: 270,100: contr. 18,288 10. mrs. presupuesto municipal: 11,000 del que se pagan 1,100 al secretario por su dotacion y se cubre con el prod. de propios que asciende á unos 9,000 rs., y el resto por repartimiento vecinal.
(Madoz, 1845, p. 184)

## Demografía
Alhóndiga cuenta con una población de 176 habitantes (INE 2024).

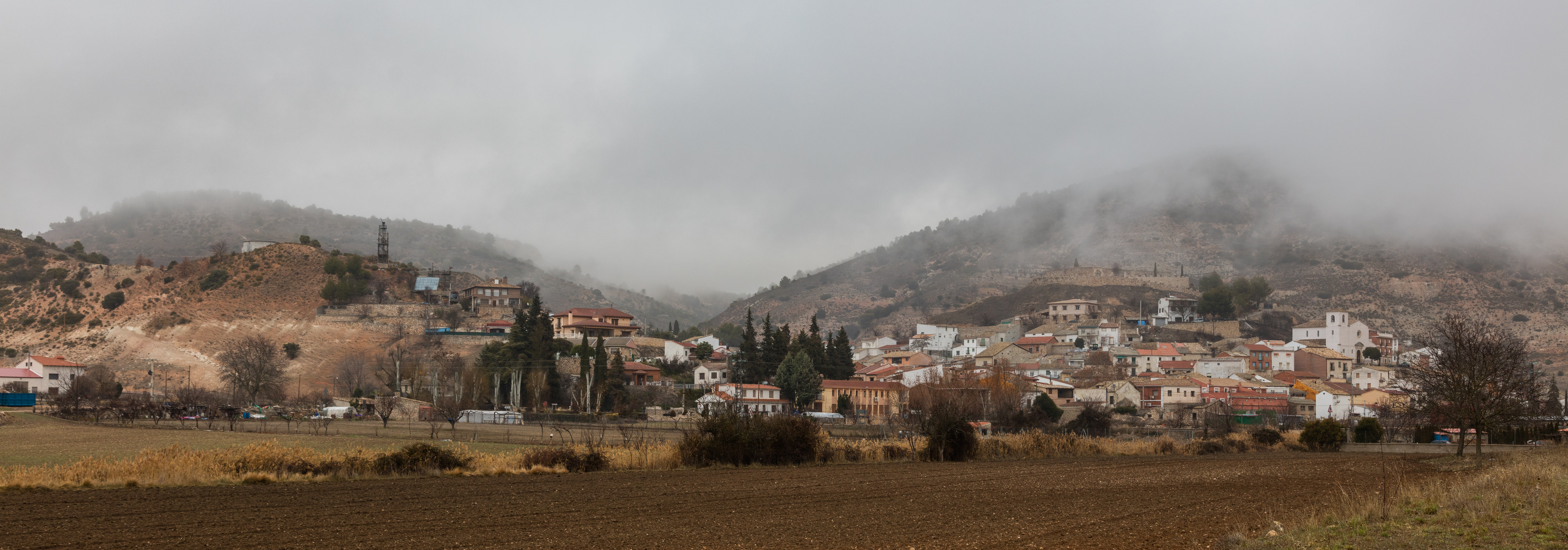
Vista general de la población

| Gráfica de evolución demográfica de Alhóndiga entre 1842 y 2021                                                     |
| |
| Población de derecho según los censos de población del INE Población de hecho según los censos de población del INE |

| 1991 |  | 1996 |  | 2001 |  | 2004 |  | 2008 |  | 2013 |  | 2015 |
| ---- |  | ---- |  | ---- |  | ---- |  | ---- |  | ---- |  | ---- |
| 272  |  | 256  |  | 238  |  | 244  |  | 229  |  | 206  |  | 184  |

## Personas notables
- Eugenio Guzmán Tascones